# 薄刀峰林场
薄刀峰林场，是中华人民共和国湖北省黄冈市罗田县下辖的一个类似乡级单位。

## 行政区划
下辖以下地区：
乱石河村和龚家冲村。